# 海洋工学
海洋工学（かいようこうがく、英: marine engineering、ocean engineering）とは、主に海洋開発の手法を工学的に考察する学問である。海洋工学には以下の3つの分野がある。
1. 研究開発や深海の微生物の研究を進める分野。
2. そうした研究を実現するための機械を研究、開発する分野。
3. 実際に高度な機械を扱う分野。